# Carl Adolf Jørgensen
Carl Adolf Jørgensen (født 3. oktober 1899 i København, død 14. februar 1968) var en dansk botaniker og genetiker. Han var professor i arvelighedslære ved Den Kongelige Veterinær- og Landbohøjskole.
Standard auktorbetegnelse for arter beskrevet af C.A. Jørgensen: C.A.Jørg.